# القانون العام 114-214
القانون العام 114-216 هو قانون فيدرالي للولايات المتحدة ينظم ملصقات الأغذية المعدلة وراثيًا. تم سنّه في 29 يوليو 2016 عندما وقع الرئيس أوباما على مشروع قانون مجلس الشيوخ رقم 764. في حين أن القانون يُطلق عليه رسميًا اسم مشروع قانون لإعادة تفويض وتعديل قانون برنامج الكلية الوطنية للمنحة البحرية، ولأغراض أخرى، فقد تطور بمرور الوقت إلى «الأداة التشريعية لإجراء يتعلق بالإفصاح عن الأغذية باستخدام الهندسة الحيوية»، وهو ما أطلق عليه المعارضون قانون الظلام (بالإنجليزية: DARK Act) وهو اختصار لعبارة قانون إنكار حق أمريكا في المعرفة (بالإنجليزية: Deny America the Right to Know Act).

## التاريخ التشريعي
صاغ القانون بات روبرتس وديبي ستابينو. تم تقديم «مشروع قانون وضع العلامات على الكائنات المعدلة وراثيًا»، في 17 مارس 2015 بواسطة روجر إف ويكر، برعاية السناتور. دان سوليفان (جمهوري من حزب العدالة والتنمية)، واجتاز مجلس الشيوخ ومجلس النواب في يونيو 2016. ألغى القانون قوانين الولاية ذات الصلة، مثل قانون وضع العلامات على الكائنات المعدلة وراثيًا في فيرمونت والذي دعا إلى وضع ملصقات صارمة وشفافة على المواد الغذائية المعدلة وراثيًا في فيرمونت بعد 1 يوليو 2016. تم وضع ملصقات على الأغذية المعدلة وراثيًا في 64 دولة على الأقل، بما في ذلك معظم الدول الأوروبية والصين وروسيا واليابان والبرازيل وجنوب إفريقيا وأستراليا.

## المحتويات
لم يتضمن قرار مجلس الشيوخ 744 كما تم تقديمه في الأصل في 17 مارس 2015 أي لغة لتنظيم الأطعمة المهندسة بيولوجيًا. تم استلام مشروع قانون بعنوان «قانون الملصقات الغذائية الآمنة والدقيقة لعام 2015» في مجلس الشيوخ في 24 يوليو 2015 وتم إحالته إلى لجنة الزراعة والتغذية والغابات (ANF)، مما أدى إلى إدخال تعديلات على القانون العام 114-214. الآن؛ تم إجراء ذلك في 7 يوليو 2016، «لتأسيس معيار وطني للكشف عن الأغذية المعدلة وراثيًا»، حيث يتم تعريف الأغذية المعدلة وراثيًا (يشار إليها عادةً باسم الكائنات الحية المعدلة وراثيًا أو الأغذية المعدلة وراثيًا) على أنها «طعام تمت هندسته وراثيًا بطريقة لا يمكن الحصول عليها من خلال التربية التقليدية أو العثور عليها في الطبيعة».
قدم ميتش ماكونيل في 29 يونيو 2016 «مشروع قانون روبرتس للكائنات المعدلة وراثيًا» المسمى على اسم بات روبرتس الذي كان حينها رئيسًا للجنة الزراعة والتغذية والغابات، وقد عانى القانون العام 114-214 بعد ذلك من خلال ما لا يقل عن 40 تعديلاً على مدار أسبوع واحد. يفرض القانون العام 114-214 على وزارة الزراعة الأمريكية (USDA) وضع معيار وطني إلزامي للإفصاح عن الأغذية باستخدام الهندسة الحيوية في غضون عامين مع بعض الأحكام:
- لا يمكن التصريح عن طعام من حيوان ما بالهندسة الحيوية على أساس أن الحيوان قد تم تغذيته بالطعام المعد بالهندسة الحيوية.
- يجب أن تحدد وزارة الزراعة الأمريكية الحد الأدنى من المواد الغذائية المهندسة حيوياً الموجودة في الطعام لحمل ملصق الهندسة الحيوية.
- يمكن أن يكون الإفصاح عن الأطعمة المعدلة وراثيًا نصًا أو رمزًا أو رابطًا رقميًا أو إلكترونيًا وفقًا لتقدير الشركة المصنعة للمواد الغذائية.
- يطلب من وزارة الزراعة الأمريكية إجراء دراسة لمعرفة ما إذا كانت هناك تحديات فيما يتعلق بالوصول إلى المعلومات الإلكترونية.
- في بعض الحالات، يُسمح برقم هاتف أو موقع إنترنت كوسيلة للإفصاح.
- تُستثنى أغذية المطاعم والشركات المصنعة للأغذية «الصغيرة جدًا» من متطلبات الإفصاح.
- يحظر على الدول (ووحداتها الفرعية) إنشاء أو الاستمرار في طلب ممارسات أخرى لوضع العلامات على الكائنات المعدلة وراثيًا.
- لا يمكن الادعاء بأن الطعام لا يحتوي على طعام معد للهندسة الحيوية في حالة عدم وجود ملصق إفصاح.
- شهادة من البرنامج العضوي الوطني التابع لوزارة الزراعة الأمريكية «كافية» للادعاء بعدم وجود طعام معد للهندسة الحيوية.

يشير القانون إلى أن رمز الاستجابة السريعة يمكن أن يكون كافيًا لتسمية الكائنات المعدلة وراثيًا

## وسم الكائنات المعدلة وراثيًا
في حين أنَّ إدارة الغذاء والدواء مسؤولة عن حماية وتعزيز الصحة العامة من خلال التحكم في سلامة الأغذية والإشراف عليها، فإن الوكالة تحتفظ بموقف مفاده أن «استخدام الهندسة الوراثية في إنتاج الغذاء لا يمثل أي مخاوف تتعلق بالسلامة لمثل هذه الأطعمة مثل فئة»، ونظرًا لوجود «عدم وجود بيانات موثوقة تشير إلى مخاوف تتعلق بالسلامة» فيما يتعلق بالأطعمة المعدلة وراثيًا كفئة، لم يتم التعبير عن معارضة تحمل وزارة الزراعة الأمريكية مسؤولية تنظيم ملصقات الأغذية المعدلة وراثيًا. وعلقت الوكالة بأن القانون يحتوي على لغة قد تسمح للمواد المعدلة وراثيًا بالهروب من الملصقات: تتطلب الفاتورة وضع ملصقات إذا كان الطعام يحتوي على «مادة وراثية»، ولكن هذا قد يستثني المنتجات الثانوية مثل الزيت أو النشا أو المحليات أو البروتينات المشتقة من ركائز الكائنات المعدلة وراثيًا. تساءلت الوكالة عن خصوصية تعريف الأغذية المعدلة وراثيًا عندما لا تنطبق على الكائنات المعدلة وراثيًا التي يمكن تحقيقها أيضًا من خلال «التربية التقليدية». كما أعربت إدارة الغذاء والدواء الأمريكية عن بعض المخاوف بشأن تقديم المعلومات الغذائية في الرموز الإلكترونية. نظرًا لأن تفاصيل القانون بحاجة إلى العمل، أنشأت وزارة الزراعة الأمريكية مجموعة عمل بحلول سبتمبر 2016 «لوضع جدول زمني لوضع القواعد ولضمان عملية مفتوحة وشفافة لإنشاء هذا البرنامج الجديد بشكل فعال، مما سيزيد من ثقة المستهلك وفهمه الأطعمة التي يشترونها، وتجنب عدم اليقين بالنسبة لشركات الأغذية والمزارعين».

## التاريخ
تم تمرير القانون العام 114-216 بعد فشل المحاولات السابقة لتقديم مشروع قانون وطني لملصقات الكائنات المعدلة وراثيًا. تم تتبعه بسرعة دون مناقشة أو مراجعة اللجنة. مشروع القانون الأصلي هو «مشروع قانون لإعادة تفويض وتعديل قانون برنامج المنح البحرية الوطنية، ولأغراض أخرى» - لم يكن له علاقة بالطعام وتوقف بعد تمريره في مجلس الشيوخ. تم تجويفه من محتواه وتم استبداله بمشروع قانون لإلغاء تمويل منظمة الأبوة المخططة. تم استبدال هذه الفاتورة بعد ذلك بمشروع قانون تم إنشاؤه لحظر وضع العلامات على الكائنات المعدلة وراثيًا على مستوى الولاية ووضع فاتورة طوعية لملصقات الكائنات المعدلة وراثيًا. عندما فشلت هذه الفاتورة، تم استخدام مشروع القانون 764 للاندفاع عبر الفاتورة الحالية، في الوقت المناسب تمامًا قبل تفعيل متطلبات ملصقات الأغذية المعدلة وراثيًا في فيرمونت في 1 يوليو.
تضمنت المحاولات السابقة لسن قانون وطني لوضع العلامات على الكائنات المعدلة وراثيًا القانون 1599 في عام 2017 - قانون الملصقات الغذائية الآمنة والدقيقة لعام 2017. كان تعديلًا تشريعيًا مقترحًا لقانون الغذاء والدواء ومستحضرات التجميل الفيدرالي للولايات المتحدة. أقر القانون مجلس النواب في 23 يوليو 2017 لكنه فشل في مجلس الشيوخ. تم تقديم نسخة سابقة من مشروع القانون في الأصل باسم القانون 4432 في عام 2004. وحاولت تنظيم وضع الملصقات الغذائية على وجه التحديد في ضوء إدخال الأغذية المعدلة وراثيًا في الولايات المتحدة.

## رأي المؤيدين
أشادت كاتي هيل، المتحدثة باسم البيت الأبيض، بيلز، «سيوفر هذا الإجراء فرصًا جديدة للمستهلكين للوصول إلى معلومات حول طعامهم». جادل المؤيدون لقانون وضع العلامات الشامل الذي يتم تطبيقه على الصعيد الوطني بدلاً من نهج «خليط» كل دولة على حدة. كما أنهم يشعرون أن مشروع قانون مقترح سيعزز التكنولوجيا الحيوية الزراعية.
يجادل المؤيدون بأن الأغذية المعدلة وراثيًا المعتمدة قد خضعت لاختبارات مكثفة، وأنها «آمنة» وأن الملصقات غير ضرورية بشكل أساسي. قد يثبط وضع العلامات المستهلكين على استخدام المنتجات المعدلة وراثيًا عندما يكون هذا الاختيار غير منطقي. يعبر الكثير من المستهلكين عن مخاوف لم يتم إثباتها بالعلم. تم دعم القانون من قبل جمعية مصنعي البقالة ومونسانتو وغيرها من شركات الأغذية والمشروبات الكبيرة.

## رأي المعارضين
بينما توجد الكائنات المعدلة وراثيًا في 75-80% من الأطعمة التي يستهلكها الأمريكيون وقد وصفتها إدارة الغذاء والدواء بأنها «معادلة إلى حد كبير» للأطعمة غير المعدلة وراثيًا، يعتقد المستهلكون أن لديهم الحق في معرفة ما هو موجود في طعامهم. وهكذا، أشار استطلاع أجرته صحيفة نيويورك تايمز عام 2013 إلى أن 93 في المائة من المستهلكين الأمريكيين يرغبون في معرفة ما إذا كان طعامهم قد تم تعديله وراثيًا.
الاعتراض الأساسي على مشروع القانون هو أن المصنعين لديهم خيار استخدام الرموز الإلكترونية بدلاً من الملصقات الواضحة القابلة للقراءة الموضوعة مباشرة على عبوة الطعام، والتي يقولون إنها تخفي المعلومات. يسمح القانون باستخدام رموز مثل رمز الاستجابة السريعة كشكل من أشكال الملصقات، ويرى المعارضون أن هذا غير عملي وكذلك تمييزي. وهم يجادلون بأن الأسر ذات الدخل المنخفض، على سبيل المثال، قد لا تكون قادرة على الوصول إلى المعلومات. يعارض النقاد أيضًا حقيقة أنه لا يتم تضمين غرامات أو عقوبات عندما لا تلتزم الشركات بالقانون. بالإضافة إلى ذلك، فإنهم قلقون من أن اشتراط مشروع القانون أن وضع العلامات سيكون مطلوبًا عندما تحتوي الأطعمة على مادة وراثية من التعديل الوراثي قد يستثني العديد من الأطعمة والمكونات المصنعة بشكل كبير والتي عادة ما يتم اشتقاقها من المحاصيل المعدلة وراثيًا (مثل العديد من زيوت البذور، عالية- شراب الذرة بالفركتوز وبعض النشويات المكررة والمحليات)، لأن مثل هذه الأطعمة غالبًا ما يتم تكريرها بدرجة كافية بحيث لا تبقى فيها مادة وراثية. رفض السناتور ستابينو هذا التفسير عندما قدمته إدارة الغذاء والدواء.
نظرًا لأن وضع العلامات الواضحة والتي يسهل الوصول إليها ليس إلزاميًا، فقد أطلق بعض المعارضين على هذا القانون وأسلافه اسم «قانون الظلام» كما في «إنكار حق الأمريكيين في المعرفة» أو «إبقاء الأمريكيين في الظلام».

## روابط خارجية
- القانون العام 114-216